# Hugo Iervasi
Hugo Alberto Iervasi (Villa Urquiza, Argentina, 6 de septiembre de 1956) es un exfutbolista y entrenador de fútbol argentino. Actualmente está libre.
Además es Director Técnico de Fútbol de Menores, destacando su paso por Vélez Sarsfield. 
El relator José María Muñoz lo apodó El Perro por su forma de marcar a Diego Maradona tras un clásico entre Boca y River.

## Clubes

### Como jugador
| Club                | País      | Año       |
| ------------------- | --------- | --------- |
| Vélez Sarsfield     | Argentina | 1975-1978 |
| All Boys            | Argentina | 1979      |
| Quilmes             | Argentina | 1980      |
| River Plate         | Argentina | 1981-1984 |
| Tigre               | Argentina | 1985      |
| Chacarita Juniors   | Argentina | 1986      |
| Talleres de Córdoba | Argentina | 1987      |

### Como formador de menores
| Club            | País      | Año       |
| --------------- | --------- | --------- |
| Vélez Sarsfield | Argentina | 2009-2014 |

### Como entrenador
- Datos actualizados al último partido dirigido el 20 de noviembre de 2019.

| Club                | País      | Año       | P  | PG | PE | PP | Rendimiento |
| ------------------- | --------- | --------- | -- | -- | -- | -- | ----------- |
| Villa Mitre         | Argentina | 2004-2005 | 20 | 5  | 7  | 8  | 36.67%      |
| Ayacucho F. C.      | Perú      | 2015      | 4  | 1  | 1  | 2  | 33.33%      |
| Liga de Portoviejo  | Ecuador   | 2016      | 22 | 10 | 5  | 7  | 53.03%      |
| Comerciantes Unidos | Perú      | 2019      | 8  | 4  | 1  | 3  | 54.17%      |
| Total               | Total     | Total     | 54 | 20 | 14 | 20 | 45.68%      |